# Walter Rautmann
Walter Rautmann (Linz, 30 agosto 1945) è un allenatore di calcio ed ex calciatore austriaco di ruolo centrocampista. È soprannominato "Mr. Fixit" o "Lion of the North" presso i Venda.

## Caratteristiche tecniche

### Allenatore
Deve il suo soprannome di "Mr. Fitness" o "Mr. Fixit" per i suoi eccentrici metodi di allenamento, come far correre i giocatori a mezzogiorno sotto il sole cocente a Thohoyandou, nella provincia del Limpopo. Era considerato un allenatore specializzato nelle salvezze, spingendo i giocatori a dare sempre il massimo per il risultato.

## Carriera

### Calciatore
Inizia la carriera nella squadra della sua città natale Linz, il LASK, giocando due incontri nella Staatsliga 1963-1964, chiusa al terzo posto finale, e due incontri nel primo turno della Coppa delle Coppe 1963-1964 contro la Dinamo Zagabria.
Nel 1965 si trasferisce in Canada per giocare nel Montréal Italica, club della Eastern Canada Professional Soccer League, con cui vince la regular season ma perde poi in semifinale i playoff per il titolo.
Nel 1968 si trasferisce in Sudafrica dove gioca con il Powerlines, club militante nella NFL sudafricana ottenendo il terzo posto nella stagione 1968.
Nel 1971 è in forza, sempre in Sudafrica, al Berea Park, per poi passare all'Highlands Park.
Torna poi in Europa, ingaggiato dai tedeschi dell'Hertha Berlino, senza però essere mai impiegato in competizioni ufficiali. 
Dopo essere tornato nel 1973 in Sudafrica per giocare con il Germiston Callies, ritorna in Germania per giocare nel Phönix Lubecca, club militante nella serie cadetta tedesca. Con la squadra di Lubecca ottiene il diciannovesimo ed ultimo posto del girone nord della Fußball-Regionalliga 1973-1974, retrocedendo nella serie inferiore.
Dopo un passaggio al Moroka Swallows in Sudafrica, si trasferì negli Stati Uniti d'America per giocare con la franchigia NASL dei Dallas Tornado. Con i Tornado nella stagione 1975 fallì l'accesso ai playoff per il titolo. 
L'anno dopo torna in Africa per giocare nel SK Windhoek, squadra dell'Africa del Sud-Ovest, la moderna Namibia, allora sotto amministrazione sudafricana.

### Allenatore
Stabilitosi in Sudafrica divenne allenatore, avendo esperienze con numerosi club. 
Nel 1995 allena il Rabali Blackpool nell'unica esperienza del club nella massima serie sudafricana.
Nel 1996 ha un breve passaggio al Bloemfontein Celtic, incarico dal quale viene sollevato dal vulcanico presidente Celtic Petros Molemela.
Negli anni seguenti guida l'AmaZulu e poi i Moroka Swallows, sempre nella massima serie sudafricana.
Nel settembre 2000 diviene allenatore degli African Wanderers, con cui retrocede nella serie cadetta al termine della Premier Soccer League 2000-2001.
La stagiona seguente è alla guida del Tembisa Classic, incappando nella retrocessione anche con il club di Pietermaritzburg.
Negli anni seguente guida i Black Leopards, il Benoni Premier Utd, il Garankuwa Utd ed i Value Rockets. Rautmann ha anche allenato i Mpumalanga Black Aces, i Dangerous Darkies, i PJ Stars, il Dynamos e i PUBS.
A fine 2009 si sposta in Swaziland per assistere l'allenatore del Mbabane Swallows, Alou Bandara: la collaborazione terminò nei primi mesi del 2010 a causa di alcuni contrasti con Bandara.